# Övre Noren
Övre Noren är en sjö i Ludvika kommun i Dalarna och ingår i Norrströms huvudavrinningsområde. Sjön har en area på 1 kvadratkilometer och ligger 202 meter över havet.

## Delavrinningsområde
Övre Noren ingår i det delavrinningsområde (667828-144711) som SMHI kallar för Utloppet av Övre Noren. Medelhöjden är 214 meter över havet och ytan är 4,19 kvadratkilometer. Räknas de 26 avrinningsområdena uppströms in blir den ackumulerade arean 458,05 kvadratkilometer. Kolbäcksån som avvattnar avrinningsområdet har biflödesordning 3, vilket innebär att vattnet flödar genom totalt 3 vattendrag innan det når havet efter 283 kilometer. Avrinningsområdet består mestadels av skog (57 procent) och sankmarker (12 procent). Avrinningsområdet har 0,99 kvadratkilometer vattenytor vilket ger det en sjöprocent på 24,6 procent.